# Sommer-Universiade 2013/Tischtennis
Bei der Sommer-Universiade 2013 wurden vom 7. bis 15. Juli 2013 im Sportpalast in Kasan insgesamt sieben Wettbewerbe im Tischtennis ausgetragen. Diese umfassten jeweils ein Einzel für Frauen und Männer sowie Doppelkonkurrenzen für Frauen, Männer und ein Mixed. Zudem wurden zwei Mannschaftswettbewerbe ausgetragen.  

## Ergebnisse
|               | Gold                                | Silber                            | Bronze                                                                                          |
| ------------- | ----------------------------------- | --------------------------------- | ----------------------------------------------------------------------------------------------- |
| Herren-Einzel | Liu Yi                              | Shang Kun                         | Chen Chien-An Kōki Niwa                                                                         |
| Damen-Einzel  | Che Xiaoxi                          | Zheng Shichang                    | Ma Yuefei Yuka Ishigaki                                                                         |
| Herren-Doppel | Chiang Hung-chieh Huang Sheng-Sheng | Wjatscheslaw Burow Michail Paikow | Thomas Le Breton Romain Lorentz Alexander Igorewitsch Schibajew Kirill Sergejewitsch Skatschkow |
| Damen-Doppel  | Lee I-chen Lin Chia-hui             | Che Xiaoxi Jiang Yue              | Yuka Ishigaki Riyo Nemoto Jana Sergejewna Noskowa Jelena Troschnewa                             |
| Mixed-Doppel  | Hiromitsu Kasahara Rika Suzuki      | Kōki Niwa Misato Niwa             | Antonina Saweljewa Alexander Igorewitsch Schibajew Ma Yuefei Xia Yizheng                        |
| Herrenteam    | Volksrepublik China                 | Japan                             | Russland Chinesisch Taipeh                                                                      |
| Damenteam     | Japan                               | Chinesisch Taipeh                 | Volksrepublik China Russland                                                                    |

## Medaillenspiegel
| Rang | Land                      | Gold | Silber | Bronze | Insgesamt |
| ---- | ------------------------- | ---- | ------ | ------ | --------- |
| 1    | Volksrepublik China (CHN) | 3    | 3      | 3      | 9         |
| 2    | Japan (JPN)               | 2    | 2      | 3      | 7         |
| 3    | Chinesisch Taipeh (TPE)   | 2    | 1      | 2      | 5         |
| 4    | Russland (RUS)            | 0    | 1      | 5      | 6         |
| 5    | Frankreich (FRA)          | 0    | 0      | 1      | 1         |
|      | Insgesamt (5 Länder)      | 7    | 7      | 14     | 28        |